# Örnen (luchtballon)

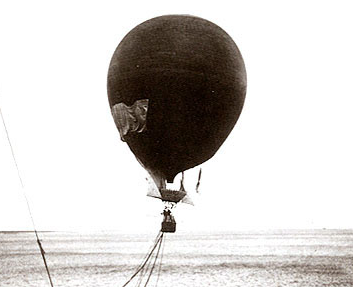
Luchtballon Örnen zojuist opgestegen van Virgohamna.

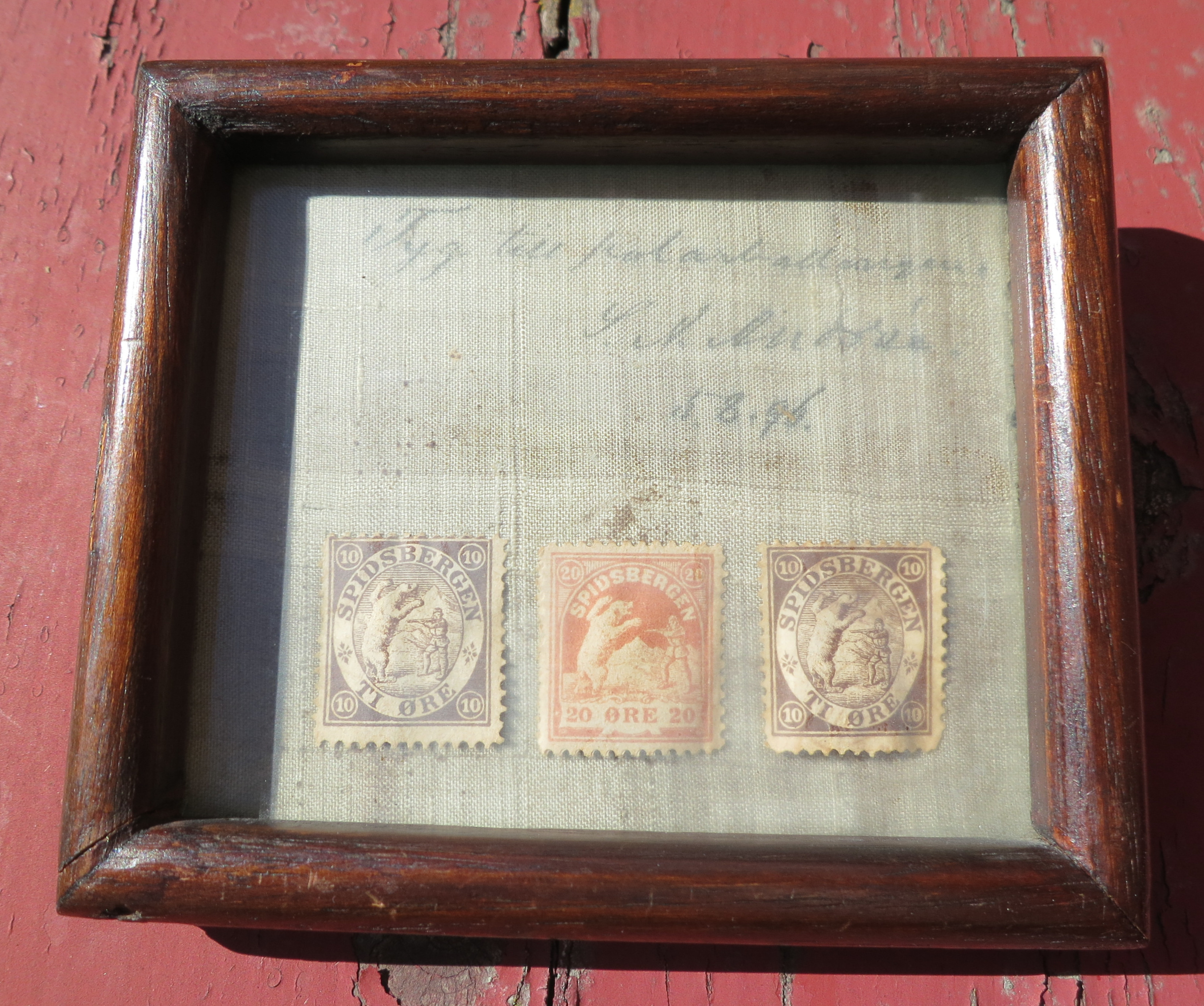
Een deel van de stof waaruit het oppervlaktemateriaal van de ballon bestaat.

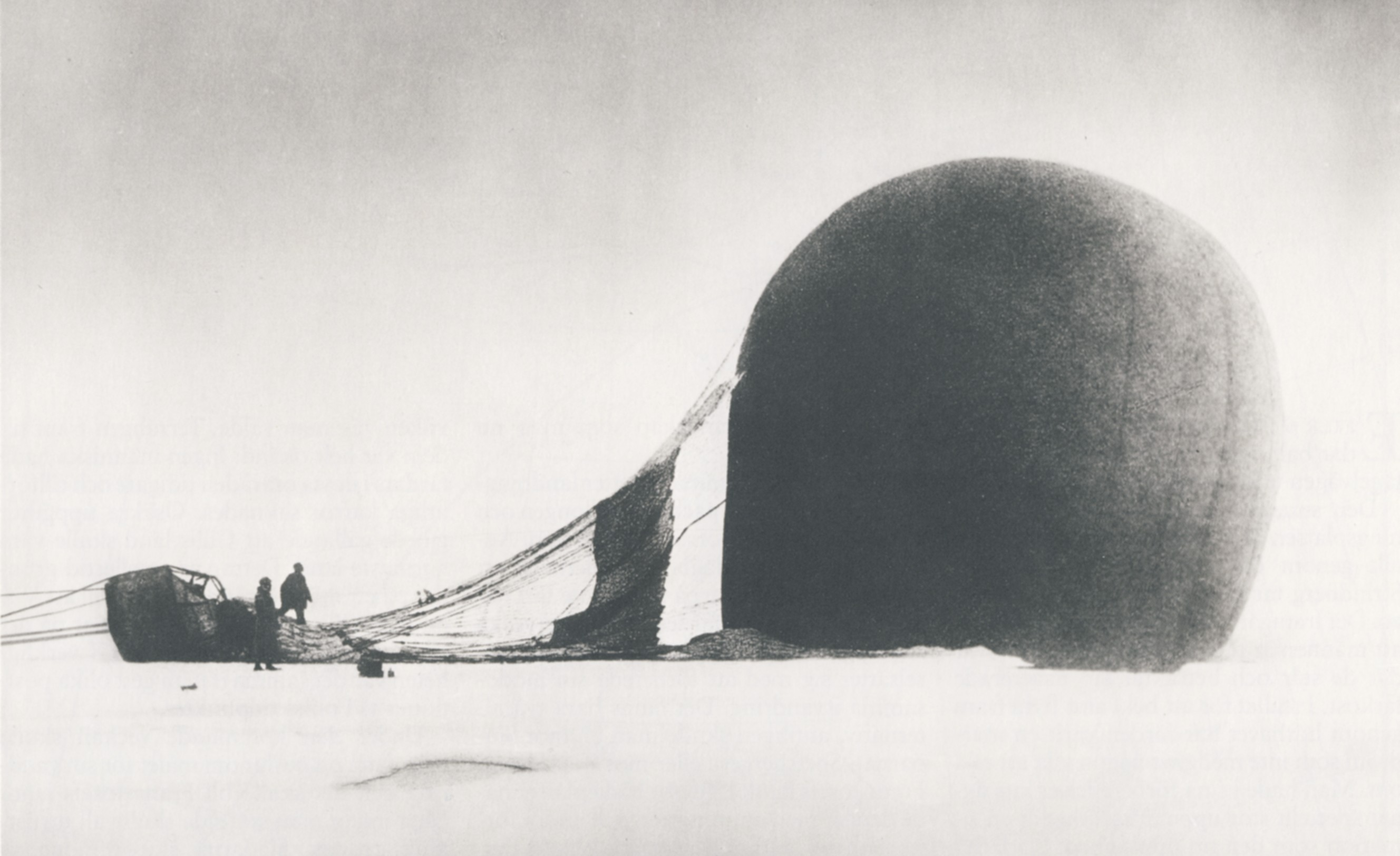
De ballon na de crash in 1897.

Örnen was een ballon van ingenieur Salomon August Andrée en werd gebruikt in een poging de Noordpool te bereiken in 1897. De ballon werd gebouwd door de Franse ballonfabrikant Henri Lachambre.

## Technische data
- Elliptische vorm
- Volume: 4500 m3
- Diameter: ca. 20 meter
- Gewicht: ca. 350 kg

De bovenste delen bestonden uit 4 lagen zijde. De delen daaronder (tot ca. 4 meter onder de middenlijn van de ballon) bestonden uit drie dubbele lagen zijde. Het onderste deel bestond uit een dubbele laag zijde.